# Das Frühstücksei
Das Frühstücksei (auch Das Ei) ist ein Zeichentrick-Sketch des deutschen Humoristen Loriot. Er zeigt ein Ehepaar am Frühstückstisch, dessen Streit über ein zu hart gekochtes Frühstücksei mit einer Morddrohung des Mannes endet. Der Sketch ist Teil der dritten Folge der Sendereihe Loriot, die im Mai 1977 im Ersten ausgestrahlt wurde. Darin bildet er zusammen mit den Trickfilm-Sketchen Feierabend und Fernsehabend die Szenen einer Ehe. 1981 erschien der Sketchtext in gedruckter Form.
Das Frühstücksei gehört zu den bekanntesten Sketchen von Loriot. Mit der gestörten Kommunikation im Allgemeinen und der Kommunikation zwischen Mann und Frau im Speziellen greift er zwei zentrale Motive im Werk des Humoristen auf. Mehrere wissenschaftlichen Analysen beschäftigen sich mit dem Sketch. Untersucht wurde unter anderem, inwieweit die Ehepartner sich bei ihrem Gespräch kooperativ verhalten und welche rhetorischen Tricks sie verwenden, um im Streit zu obsiegen.

## Handlung
Szene aus Das Frühstücksei 
 (Version von 2023)

Link zum Bild

Ein Ehepaar sitzt am Frühstückstisch. Der Mann hat gerade sein Frühstücksei geöffnet. Er spricht seine Frau an und sagt: „Das Ei ist hart!“ Als sie nicht darauf reagiert, wiederholt er seine Aussage. Die Frau bestätigt nun, dass sie es gehört habe. Daraufhin fragt der Mann nach der Kochzeit des Eis, worauf sie antwortet: „Zu viele Eier sind gar nicht gesund.“ Der Mann erklärt nun, er meine, wie lange dieses Ei gekocht habe. Sie antwortet, er wolle es doch immer viereinhalb Minuten gekocht haben. Als er bestätigt, dass er das wisse, fragt sie genervt, warum er dann überhaupt so eine Frage stelle. Er besteht nun darauf, dass dieses Ei nicht viereinhalb Minuten gekocht haben könne. Auf ihre Antwort, sie mache es aber jeden Morgen so, fragt er, warum es dann mal zu hart und mal zu weich sei. Sie erklärt, das wisse sie nicht, sie sei schließlich kein Huhn.
Der Mann fragt nun, wie die Frau die Zeit denn messen würde. Als sie angibt, sie habe es im Gefühl, vermutet er, dass mit ihrem Gefühl vielleicht etwas nicht stimmen könnte. Sie reagiert empört und zählt alles auf, was sie jeden Tag für ihn tue. Da könne er ihr doch nicht vorwerfen, mit ihrem Gefühl stimme etwas nicht. Er stimmt ihr zwar zu, betont aber, dass das Ei nach Gefühl nur zufällig viereinhalb Minuten koche. Als sie meint, das könne ihm doch egal sein, antwortet er, er wolle ein weiches Ei, aber kein zufällig weiches Ei, die Kochzeit sei ihm egal. Die Frau reagiert erneut empört, dass es ihm egal sei, wenn sie viereinhalb Minuten in der Küche für ihn schufte. Dabei sei die Kochzeit eben nicht egal. Der Mann wiederholt jetzt nochmal seinen Wunsch nach einem weichen Ei. Die Frau stellt daraufhin fest, „Gott, was sind Männer primitiv!“, während er düster murmelt: „Ich bringe sie um … morgen bringe ich sie um …“.

## Produktion und Veröffentlichung
Der Sketch entstand im Trickfilmstudio Loriots, das er Anfang der 1970er Jahre in Percha am Starnberger See unweit seines Wohnorts Ammerland gegründet hatte und in dem er bis zu fünf Mitarbeiter beschäftigte. Wie bei Loriots Trickfilmen üblich sind die Mundbewegungen der Protagonisten mit ihren gesprochenen Worten synchron. Um dies zu erreichen, war eine hohe Anzahl einzeln gezeichneter Phasen notwendig. Loriot übernahm wie bei fast allen seiner Trickfilme in Das Frühstücksei beide Sprechrollen selbst. Bei seiner Synchronisation der Ehefrau wurde die Tonhöhe technisch leicht nach oben verschoben.  Musikalisch untermalt wird der Sketch mit dem ersten Walzerthema der Geschichten aus dem Wienerwald von Johann Strauss (Sohn).

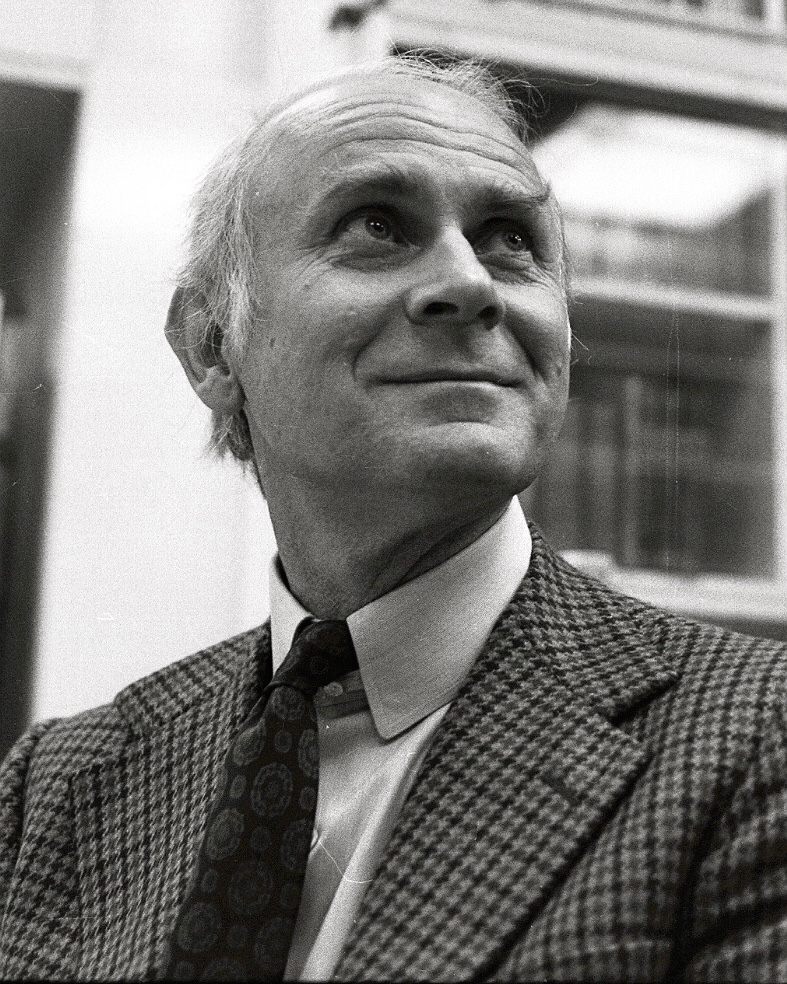
Loriot 1971 während einer Autogrammstunde

Das Frühstücksei wurde erstmals in der dritten Folge der Sendereihe Loriot gezeigt, die am 16. Mai 1977 im Ersten Programm Premiere feierte. Darin ist der Sketch neben Feierabend und Fernsehabend eine der Szenen einer Ehe. Diese drei Trickfilme zeigen Situationen aus dem Ehealltag. Die ähnliche Kleidung und Frisuren legen nahe, dass es sich in allen drei Sketchen um dasselbe Paar handelt. Im Frühstücksei heißt die Frau Berta, in Feierabend heißt der Mann Hermann. Die einzelnen Szenen reihen sich zeitlich aneinander. Nach dem Frühstück sieht sich das Paar erst zum Feierabend des Mannes wieder. Nachdem die Frau ihre Hausarbeit beendet hat, sitzen beide vor dem Fernseher.
1997 ordnete Loriot sein Fernsehwerk neu und machte aus den sechs ursprünglichen Loriot-Folgen mit einer Länge von 45 Minuten vierzehn Folgen mit einer Länge von 25 Minuten. Nötig geworden war diese Neuschnittfassung, da zu der Zeit deutsche Fernsehsender für Comedy-Formate keine Sendeplätze mehr vorsahen, die eine Länge von mehr als 30 Minuten hatten. Das Frühstücksei ist zusammen mit Feierabend Teil der ersten Folge Vom Glück der Liebe, der Ehe und des Erinnerns, die erstmals am 22. April 1997 ausgestrahlt wurde; die dritte Eheszene Fernsehabend ist Teil der zwölften Folge.
Anlässlich des 100. Geburtstags von Loriot wurden einunddreißig seiner Trickfilme, darunter auch die drei Szenen einer Ehe, für das Kino neu gezeichnet. Unter dem Titel Loriots große Trickfilmrevue liefen sie im April 2023 in deutschen Kinos an. Der Film wurde von Loriots Töchtern Bettina und Susanne von Bülow produziert, Regie führte Peter Geyer.
Der Text von Das Frühstücksei erschien 1981 im Sammelband Loriots dramatische Werke, der die Texte der meisten Sketche der Sendereihe Loriot sowie einiger weiterer Fernseharbeiten Loriots enthält. Darin ist er dem Kapitel Szenen einer Ehe zugeordnet, das neben den drei Trickfilmen auch Texte einiger Realfilmsketche mit Ehepaaren enthält. Seitdem wurde der Text in einigen weiteren Sammelbänden von Loriot veröffentlicht.

## Analysen
Das Frühstücksei war eines der ersten Werke Loriots, die einer wissenschaftlichen Analyse unterzogen wurden, und gehört zu den am intensivsten untersuchten Arbeiten des Humoristen.

### Über Macht und Ohnmacht sowie die Kunst des Streitens
Eine der ersten Analysen lieferten die Autoren Manfred Gührs und Claus Nowak. Sie untersuchen den Sketch mithilfe der Transaktionsanalyse und kommen zu dem Schluss, das Gespräch bestehe „im wesentlichen aus einem wechselseitigen Versuch, den anderen in die Opferposition zu manövrieren.“ Dabei sei die Frau wesentlich erfolgreicher, wie Rainer von Kügelgen und Andreas Mahler in ihren Analysen des Sketches feststellen. Von Kügelgen bezeichnet den Sketch als „Meisterwerk der Eristik“, also der Kunst des Streitens, und bezieht sich in seiner Analyse auf Schopenhauers Eristische Dialektik und Arbeiten des Linguisten Jochen Rehbein. Die Ehefrau sei ihrem Mann rhetorisch weit überlegen und durch ihre Schlagfertigkeit gelinge es ihr, alle seine Vorstöße zu parieren. Der Mann hingegen sei nicht in der Lage, die rhetorischen Taktiken und Manöver seiner Frau zu durchschauen, wodurch er ihnen letztlich hilflos ausgeliefert sei.
Zu den Kunstgriffen der Eristik, die die Frau verwende, zählt von Kügelgen die Konfusion der Argumentation zur Sache (ad rem) mit der Argumentation zur Person (ad hominem). Dies tue sie, als ihr Mann sie nach der Kochzeit des Eis fragt, sie daraufhin aber nur seinen Wunsch zitiert, er wolle es doch immer viereinhalb Minuten gekocht haben. Wie Mahler feststellt, kippt an dieser Stelle das Gespräch zum ersten Mal, da der Mann das Erstrederecht verliert und sich für seine Frage rechtfertigen muss. Diesmal gelinge es ihm aber noch, das Erstrederecht zurückzuerlangen. Dies scheitere doch, als er andeutet, es könne etwas mit dem Gefühl seiner Partnerin nicht stimmen, für Mahler der „erste entscheidende konversationelle Fehler des Mannes“. Durch diesen ungeschickten Themenwechsel verliere er erneut sein Erstrederecht und ermögliche es der Frau, zum Gegenangriff überzugehen. Diese verwendet dabei laut von Kügelgen die „sophistische Technik, mit Hilfe eines korrekten Widerlegungsverfahrens eine falsche These abzusichern“. So widerlegten die von ihr aufgezählten Tätigkeiten zwar, dass mit ihrem fürsorglichen Gefühl etwas nicht stimme. Mit ihrem Zeitgefühl, auf das sich der Mann eigentlich bezog, habe das aber gar nichts zu tun. Erlaubt habe der Frau diesen argumentativen Trick erst der Mann durch seine ungenaue Formulierung und seine bloße Übernahme des Worts Gefühl. Darin – so Uwe Ehlert in seiner Dissertation zu Kommunikationsstörungen im Werk Loriots – zeige sich seine „kommunikative Unzulänglichkeit“.
In der Folge begeht der Mann laut Mahler seinen zweiten entscheidenden Fehler. Mit seinem Einwand, ein Ei koche nur zufällig genau viereinhalb Minuten, wenn es nach Gefühl kocht, akzeptiere er zum ersten Mal, dass das zu harte Ei viereinhalb Minuten gekocht hat. Seinen dritten Fehler begehe er kurz darauf, als er die Kochzeit des Eis als egal bezeichnet. Da die Kochzeit Dreh- und Angelpunkt seiner bisherigen Argumentation gewesen sei, drehe er sich damit selbst das Wort im Munde um, so von Kügelgen. Dadurch ermögliche er seiner Frau „einen triumphalen Sieg eristischer Kunst“, wenn sie nun sein ursprüngliches Argument übernehmen kann und darauf besteht, dass die Kochzeit nicht egal sei, das Ei vielmehr genau viereinhalb Minuten kochen müsse. Die finale Aussage des Mannes, er hätte nur gern ein weiches Ei, ist für Mahler neben einer „den Triumph der Ehefrau akzeptierende[n] Kapitulation“ auch „eine Entschuldigung für die Initiation des Gesprächs überhaupt“. Die finale Morddrohung sieht von Kügelgen als Pointe, bestätige der Mann damit doch letztendlich das Urteil der Frau, dass Männer primitiv seien.
Insgesamt – so Felix Christian Reuter in seiner Dissertation zu Loriots Fernsehsketchen – zeige von Kügelgens Analyse eine deutliche Bewunderung für die Gesprächsführung der Frau. Dies ergebe jedoch nur dann Sinn, wenn man „die Lust der Frau, ihren Mann in den Schatten zu stellen, positiv bewertet“.

### Über Kooperation und die Verweigerung selbiger
Grice’sche Konversationsmaximen nach Fix
- Quantitätsmaxime (Sei informativ!)
- Qualitätsmaxime (Sei wahrhaftig!)
- Relationsmaxime (Sei relevant!)
- Ausdrucksmaxime (Sei klar!)

Die Sprachwissenschaftlerin Ulla Fix analysiert den ersten Teil des Sketches in Hinblick auf die Einhaltung des Kooperationsprinzips und der Konversationsmaximen, wie sie vom Philosophen H. Paul Grice vorgeschlagen wurden. Dabei kommt sie zu einer deutlich anderen Bewertung des Kommunikationsverhaltens der Ehepartner als von Kügelgen; bei ihr kommt in erster Linie die Frau schlecht weg. So sieht sie beim Ehemann nur zu Beginn eine Verletzung der Quantitätsmaxime und der Ausdrucksmaxime, denn seine Aussage „Das Ei ist hart!“ sei mehrdeutig und lasse zwei Interpretationen zu: entweder als Vorwurf, der eine Entschuldigung oder eine Korrektur vom Gesprächspartner fordere, oder als eine Feststellung, auf die eine Erklärung erwartet werde. Ansonsten sei der Mann „[i]mmer um Kooperativität bemüht“.
Im Gegensatz dazu sieht sie bei der Ehefrau durchgehend das Grice’sche Kooperationsprinzip verletzt. Statt zu kooperieren, wende sie verschiedene „Ausweichens- und Vermeidungsstrategien“ an. Dazu gehöre beispielsweise ihr anfängliches Schweigen. Auch ihre Antwort „Zu viele Eier sind gar nicht gesund …“ auf die Frage des Mannes nach der Kochzeit des Eis sei eine solche Strategie, denn die Aussage habe gar keinen Bezug zur Frage. Gleiches gelte für die Antwort „Ich weiß es nicht … Ich bin kein Huhn …“, bei der sie den falschen Kausalzusammenhang andeute, man müsse ein Huhn sein, um zu wissen, wie lange ein Ei gekocht werden muss.
Felix Christian Reuter wendet sich gegen Fix’ Analyse, die aus seiner Sicht einseitig der Frau die Schuld am Scheitern des Gesprächs zuweist. Da der Ehemann wie seine Frau sein Anliegen nur indirekt ausdrücke, verletze er wie sie die Qualitätsmaxime und sei damit ebenso schuld an der gescheiterten Kommunikation.

### Typisch Frau, typisch Mann?
Mehrere Analysen behandeln die Frage, inwieweit die Eheleute klassischen Vorstellungen männlicher und weiblicher Kommunikation entsprechen. So bezeichnet Uwe Ehlert den Versuch des Mannes, über Logik an sein Ziel zu gelangen, als typisch männlich, während die gefühlsgetriebene Argumentation der Frau typisch weiblich sei. Diese Einschätzung wirkt auf Felix Christian Reuter eher wie eine Alltagsweisheit, da Ehlert keinen stichhaltigen Beleg für seine Behauptungen angebe.
Im Gegensatz zu Ehlert sieht Andreas Mahler im Sketch klare Widersprüche zu gängigen Bildern geschlechtsspezifischer Kommunikation und bezieht sich dabei auf Arbeiten der Soziolinguistin Deborah Tannen. Laut Tannen sind für Männer Gespräche „Verhandlungen, bei denen man die Oberhand gewinnen und behalten will“, für Frauen aber „Verhandlungen über Nähe, bei denen man Bestätigung und Unterstützung erzielen will“. Im Sketch wiederum zeigt der Mann laut Mahler „ein hohes Maß an Flexibilität und Kooperationsbereitschaft“, die Frau hingegen „ein hohes Maß an konkurrenz- wie strategiebewußter Gewieftheit“. Typisch männlich, weil aggressiv, sei am Mann nur seine finale Morddrohung.
Dass die Protagonisten des Sketches nicht zu Forschungsergebnissen zu geschlechtsspezifischer Kommunikation passen, wirft für Mahler die Frage nach der Substanz solcher Thesen auf. So habe bereits die Sprachwissenschaftlerin Hadumod Bußmann solchen Forschungen vorgeworfen, „gesellschaftliche Vorurteile und medienwirksame Geschlechterrollen-Klischees mit Resultaten empirischer Forschungen [zu verwechseln]“. Felix Christian Reuter sieht auch bei einigen Analysen von Das Frühstücksei die Möglichkeit, dass sie durch Stereotype vorgeprägt sein könnten. So scheinen Fix und von Kügelgen Geschlechterklischees zu bestätigen, wenn die Frau Fix Fragen der Kooperation thematisiere und der Mann von Kügelgen sich stattdessen auf die Machtverhältnisse der Ehepartner konzentriere.

### Wirklich gestört und mörderisch?
Der in mehreren Analysen vertretenen Ansicht, die Kommunikation zwischen den Ehepartnern sei gestört, schließt sich der Kommunikationswissenschaftler Jo Reichertz nicht an. Nur weil ein Gespräch nicht harmonisch verlaufe, handele es sich noch lange nicht um gestörte Kommunikation. Der Sketch sei vielmehr „ein Beispiel dafür, dass Menschen miteinander und füreinander immer wieder (selbst im Alter und nach vielen Jahren gemeinsamen Lebens) ihre Identität aushandeln und sich anzeigen müssen“. Dabei wirke das Muster der Kommunikation zwischen den beiden sehr eingespielt. Dies wiederum spreche dafür, dass der Mann – entgegen seiner Aussage – seine Frau nicht umbringen werde, „weder heute noch morgen noch übermorgen“. Ähnlich sieht es Klaus-Michael Bogdal, für den „[d]er Dialog so konzipiert [ist], daß ironischerweise eine unendliche Fortsetzung des Streits garantiert, seine Umschlagen in körperliche Gewalt jedoch ausgeschlossen ist.“

## Einordnung ins Gesamtwerk
Das Frühstücksei berührt – so Loriot in einem Interview – mit der Kommunikationsstörung ein Thema, das ihm sehr am Herzen lag. Immer wieder betonte er in Interviews die Bedeutung dieses Motivs für seine Arbeit. Mangelnde Kommunikationsfähigkeit sei sein Hauptthema, Kommunikationsgestörte interessierten ihn am meisten. Die Bedeutung dieser Thematik wird aber auch von anderer Seite bestätigt, etwa von Robert Gernhardt in seiner Laudatio auf Loriot anlässlich der Verleihung des Jacob-Grimm-Preises Deutsche Sprache, in der er den Humoristen als „nationale Kommunikationsstörungsstelle“ bezeichnet.

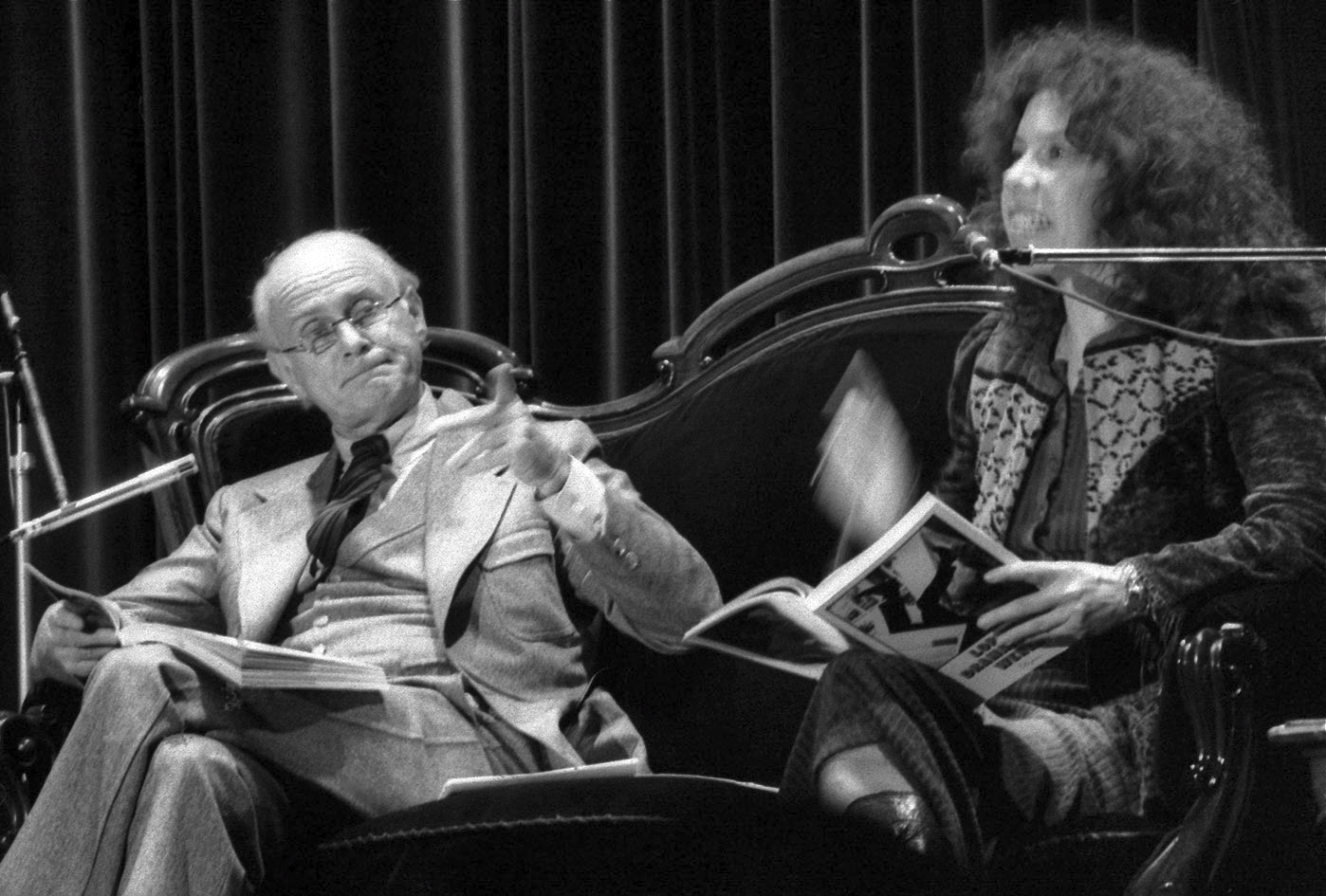
Loriot und Evelyn Hamann Anfang der 1980er Jahre bei einer Lesung aus Loriots Dramatischen Werken. Hamann war häufig an der Seite Loriots zu sehen, wenn es um das Verhältnis von Mann und Frau ging, unter anderem in seinen Spielfilmen Ödipussi und Pappa ante portas.

Kommunikationsstörungen traten schon in den frühen Trickfilm-Sketchen von Loriots erster Sendereihe Cartoon (1967–1972) auf, die meist Fernsehinterviews zeigten. Beispiele sind die Sketche Kaninchen und Der Familienbenutzer. Als er damit begann, private Diskussionen darzustellen, waren auch sie von gestörter Kommunikation betroffen. Von besonderer Bedeutung sind dabei vor allem seine Sketche zur Kommunikation zwischen Mann und Frau, zu denen auch Das Frühstücksei und die beiden anderen Szenen einer Ehe gehören. Zwar nehmen solche Sketche zahlenmäßig nur einen geringen Anteil im Werk von Loriot ein, sie prägten sein Image als „Paartherapeut“ aber sehr nachhaltig, wie der Literaturwissenschaftler Wieland Schwanebeck feststellt.
Die Auseinandersetzung mit dem Verhältnis zwischen Mann und Frau begann Loriot bereits am Anfang seiner Karriere als Zeichner. Beispiele sind die Serien Familie Liebsam und Adam und Evchen, die Mitte der 1950er Jahre in den Illustrierten Weltbild und Quick erschienen. In seinen Arbeiten fürs Fernsehen spielte das Thema zunächst kaum eine Rolle. Stattdessen konzentrierte er sich in Cartoon vor allem auf die Fernsehparodie. Dieses Motiv prägte auch noch die erste Folge der Sendereihe Loriot aus dem Jahr 1976. Die im selben Jahr ausgestrahlte zweite Episode enthielt dann mit Herrenmoden seinen ersten Sketch zur Beziehung von Mann und Frau.
Die dritte Folge besteht zu einem großen Teil aus solchen Sketchen. Neben Die Nudel und Liebe im Büro betrifft dies in erster Linie die drei Szenen einer Ehe. Wie Stefan Neumann in seiner Dissertation zum Leben und Werk von Loriot feststellt, bilden diese Szenen – insbesondere Das Frühstücksei und Feierabend – Ausnahmen im Sketchwerk Loriots. Viele seiner Sketche würden trotz ihrer teilweise bösartigen satirischen Elemente vom Publikum als liebenswürdig wahrgenommen. Einen Grund dafür sieht Neumann darin, dass Loriots Satire meist nicht für sich selbst stehe, sondern von reiner Komik begleitet und mitunter überlagert werde. Dadurch werde sie „nur dann wahrgenommen, wenn man sich dem Werk nach der erfolgten und leicht zugänglichen komischen Wirkung, die es erzielt, erneut zuwendet.“ Das Frühstücksei hingegen sei ironiefrei, bissig und satirisch überspitzt. Komik setze Loriot hier so zurückhaltend ein, „dass sie dem Publikum allenfalls das Schlucken dieser bitteren Satire versüßt“. Ähnliches konstatiert Neumann auch für Feierabend, während er die Situation der dritten Szene Fernsehabend als weitaus weniger bitter und ausweglos wahrnimmt; die Absurdität der Situation stehe hier stärker im Vordergrund.
Die vierte und fünfte Episode der Sendereihe beschäftigen sich kaum mit dem Verhältnis von Mann und Frau. Erst in der letzten Folge rund um die Hoppenstedts wird das Thema wieder umfangreicher aufgegriffen und ein satirischer Blick auf „die Familie mit all ihren Unzulänglichkeiten, Spießigkeiten und den endlos großen Reibeflächen“ geworfen. Anders als die Eheszenen in der dritten Episode, die Neumann in Hinblick auf das Eheleben als sehr pessimistisch wahrnimmt, wirken die Sketche über die Hoppenstedts auf ihn viel versöhnlicher und zahmer. Die „Familie als Prinzip“ bleibe darin „merkwürdig unangetastet“.
Auch nach dem Ende der Sendereihe setzte sich Loriot immer wieder mit dem Mann-Frau-Thema auseinander. Als er 1980 mehrere Sketche für das SWF-Politmagazin Report Baden-Baden drehte, entstanden unter anderem drei Ehesketche, die laut Neumann als Realfilmversionen der Szenen einer Ehe gelten können. Verweise auf seine Eheszenen baute Loriot auch gern in seine Opernzusammenfassungen ein, die er für verschiedene Anlässen verfasste. Zudem bildet die Beziehung von Mann und Frau das Grundmotiv seiner Spielfilme Ödipussi und Pappa ante portas. Letzterer zeigt zwar wie die Szenen einer Ehe die alltäglichen Tücken im Zusammenleben eines Ehepaares. Laut Neumann fehlen hier jedoch die bitteren Dialoge ebenso wie der in den Trickfilmsketchen erkennbare Hass zwischen den Ehepartnern; die Beziehung werde zudem nie in Frage gestellt. Vielmehr werde am Ende des Films die Ehe und die Familie trotz der „Unmenge an Martern“, die sie mit sich bringen, als „beste aller möglichen Welten“ dargestellt, für Neumann „Zeichen einer versöhnlichen Revision des loriotschen Werkes hinsichtlich dieses Themas“.

## Nachwirkung
Der Sketch Das Frühstücksei gehört zu den bekanntesten und beliebtesten Werken von Loriot. So war er 1997 bei einer Umfrage einer der acht Loriot-Sketche, an die sich die Befragten am häufigsten auf Anhieb erinnerten. Auch Loriot selbst nannte in einem Interview Das Frühstücksei seinen vielleicht populärsten Sketch.
Im Briefmarken-Jahrgang 2011 der Bundesrepublik Deutschland erschienen vier Wohlfahrtsmarken mit Zeichentrickmotiven von Loriot, darunter auch ein Bild aus Das Frühstücksei.

## Ausgaben (Auswahl)
Bildtonträger
- Loriots Vibliothek. Band 5: Der sprechende Hund oder von Mensch zu Mensch. Warner Home Video, Hamburg 1984, VHS Nr. 5.
- Loriot – Sein großes Sketch-Archiv. Warner Home Video, Hamburg 2001, DVD Nr. 1 (als Teil von Loriot 1).
- Loriot – Die vollständige Fernseh-Edition. Warner Home Video, Hamburg 2007, DVD Nr. 3 (als Teil von Loriot III).
- Loriot – Die vollständige Fernseh-Edition. Warner Home Video, Hamburg 2007, DVD Nr. 5 (Lesung von Loriot und Evelyn Hamann).
- Loriots große Trickfilmrevue. Salzgeber, Berlin 2023, DVD/Blu-ray.

Tonträger
- Loriots Heile Welt. Deutsche Grammophon, Hamburg, 1978, Schallplatte.
- Loriot. Litera, Ost-Berlin, 1988, Schallplatte.
- Loriots Klassiker. Deutsche Grammophon, Hamburg, 1988, CD.
- Loriot – Dramatische Werke. Diogenes, Zürich, 2016, CD (gelesen von Stermann & Grissemann).

Bücher
- Loriots dramatische Werke. Diogenes, Zürich 1981, ISBN 3-257-01004-4, S. 90–91.
- Menschen, Tiere, Katastrophen. Reclam, Stuttgart 1992, ISBN 3-15-008820-8, S. 40–41.
- Das Frühstücksei. Diogenes, Zürich 2003, ISBN 3-257-02081-3, S. 97–99.
- Gesammelte Prosa. Diogenes, Zürich 2006, ISBN 3-257-06481-0, S. 147–149.